# Torfowiska Sułowskie
Torfowiska Sułowskie este o arie protejată (sit de importanță comunitară — SCI) din Polonia întinsă pe o suprafață de 44,32 ha, integral pe uscat.

## Localizare
Centrul sitului Torfowiska Sułowskie este situat la coordonatele 52°22′36″N 14°42′57″E / 52.3768°N 14.7158°E.

## Înființare
Situl Torfowiska Sułowskie a fost declarat sit de importanță comunitară în august 2007 pentru a proteja 1 specie de plante.

## Biodiversitate
Situată în ecoregiunea continentală, aria protejată nu include niciun habitat protejat.
La baza desemnării sitului se află o specie protejată de  plante: otrățelul bălților (Aldrovanda vesiculosa).